# 阿根廷短吻獅子魚
阿根廷短吻獅子鱼，为輻鰭魚綱鮋形目杜父魚亞目狮子鱼科的其中一種。分布於西南大西洋區的阿根廷北部海域。屬深海魚類，棲息在水深1500至1600公尺的水域，生活習性不明。